# Wardruna
Wardrúna (досл. ward — охоронець, хранитель; runa — руна, таємниця) — норвезький паган-фолк проєкт, присвячений музичній інтерпретації скандинавських міфів і вірувань. Заснований Ейнаром «Квітрафном» Селвіком в 2003 році, спільно з Гаалом і Лінді Фей Хелла. Видали три альбоми, кожен з яких присвячений набору рун старшого футарку. Основна концепція гурту — розкриття прадавніх таємних знань про руни як магічний атрибут, «активація» їхнього змісту за допомогою намірів та звуку.

## Історія
У 2009 році Wardruna зачарувала слухачів своїм дебютним альбомом «Runaljod — Gap Var Ginnunga», що вийшов на лейблі Indie Recordings. Робота над альбомом тривала цілих шість років і була лише першою частиною з задуманої автором трилогії. Попри те, що музиканти мало афішували свій проєкт і не давали концертів, Wardruna вже здобула популярність завдяки тому, що саме ця музика звучала в фільмі Петера Бесте «True Norvegian Black Metal».
У наступні роки колектив витратив багато часу для того, щоб адаптувати свою музику в формат виступів і створення «ансамблю» як такого.
Результатом зусиль стали окремі концерти, особливим для команди став виступ перед 1100-літнім кораблем в Музеї кораблів вікінгів в Осло.
Використовуючи старовинні музичні інструменти і віршовані розміри в музиці та ліриці, написаної, до речі, давньонорвезькою, Wardruna повернулася з другим альбомом з трилогії Runaljod. Друга частина була названа «Yggdrasil», вихід якої відбувся на тому ж лейблі в березні 2013 року. Цього ж року Вардруну запрошують взяти участь у створенні музичного супроводу телесеріалу «Вікінги».
2014 року Селвік оголосив на своїй сторінці в Facebook, що він співпрацюватиме з Треворром Моррісом у створенні саунду до 2 сезону телесеріалу «Вікінги». Пізніше він з'являється у серіалі як актор.
У 2014 році проєкт покидає Гаал.
Реліз останнього альбому Runaljod — «Ragnarok» відбувся 21 жовтня 2016 року, у якому було використано безліч етнічних скандинавських музичних інструментів — ріг, ліру, етнічні барабани, флейту, йоухікко та інші. Також для надання скандинавського колориту використовуються нетрадиційні музичні інструменти та джерела звуку — дерева, вода, смолоскипи та скелі.
Завдяки частковому успіху телесеріалу «Вікінги» альбом гурту Runaljod Ragnarok у 2016 році зайняв першу позицію в чарті World Albums Billboard.
Селвік і Гаал були учасниками гурту Gorgoroth, працюючи разом над альбомом Twilight of the Idols та DVD Black Mass Krakow 2004.
Селвік також записувався в інших проєктах, таких як Det Hedenske Folk, Bak de Syv Fjell, Jotunspor, Sahg, Dead to this World, Skuggsjá та Faun.

## Учасники
- Ейнар «Kvitrafn» Селвік — вокал, всі інструменти, композитор
- Лінді Фей Хелла — вокал, флейта
- Арне Сандволл
- HC Dalgaard
- Еліф Гундерсен
- Йорген Нірьоннінг

## Колишні учасники
- Гаал — вокал

## Дискографія
- Runaljod — Gap Var Ginnunga (2009, Indie Recordings/Fimbulljóð Productions)
- Runaljod — Yggdrasil (2013, Indie Recordings/Fimbulljóð Productions)
- Runaljod — Ragnarok (2016, Indie Recordings/By Norse Music)
- Skald (2018, Indie Recordings/By Norse Music)
- Kvitravn (2021, Sony Music/Music For Nations/Columbia Germany[8])
- Birna (2025)